# Polska pomoc
Polska pomoc – program współpracy rozwojowej realizowany przez Ministerstwo Spraw Zagranicznych we współpracy z innymi organami administracji rządowej i samorządowej, organizacjami międzynarodowymi oraz organizacjami pozarządowymi.
Współpraca rozwojowa opiera się na trzech filarach:
- pomocy rozwojowej obejmującej działania niosące wsparcie w zakresie transformacji systemowej, dobrego zarządzania, demokracji i praw człowieka[1]
- pomocy humanitarnej
- edukacji globalnej

Obecnie krajami priorytetowymi programu są:
- Białoruś
- Gruzja
- Mołdawia
- Ukraina
- Etiopia
- Kenia
- Senegal
- Tanzania
- Liban
- Palestyna

Ponadto Polska prowadzi działania z zakresu pomocy humanitarnej w Iraku (w tym w Regionie Kurdystanu) i Jordanii.